# 러네이 랩
러네이 랩(Reneé Rapp, 2000년 2월 10일 ~ )은 미국의 배우, 가수이다.

## 출연 작품

### 영화
- 퀸카로 살아남는 법: 더 뮤지컬 (2024) - 레지나 조지 역

### 텔레비전
- 섹스 라이브즈 오브 칼리지 걸스 (2021-) - 레이턴 머리 역

## 음반 목록

### 정규 음반
- Snow Angel (2023)
- Bite Me (2025)

### EP
- Everything to Everyone (2022)